# Andarnas natt
Andarnas natt (engelska: Scrooge) är en brittisk dramafilm från 1951 i regi av Brian Desmond Hurst, baserad på En julsaga av Charles Dickens.

## Rollista i urval
- Alastair Sim – Ebenezer Scrooge
- Kathleen Harrison – fru Dilber
- Mervyn Johns – Bob Cratchit
- Hermione Baddeley – fru. Cratchit
- Michael Hordern – Jacob Marley / Marleys ande
- George Cole – Ebenezer Scrooge som ung
- Glyn Dearman – Tiny Tim
- John Charlesworth – Peter Cratchit
- Michael Dolan – Gångna Julars Ande
- Francis de Wolff – Kommande Julars Ande
- Czeslaw Konarski – Kommande Julars Ande
- Rona Anderson – Alice, fästmö
- Carol Marsh – Fan "Fanny" Scrooge
- Jack Warner – Mr. Jorkin, Scrooges andra chef
- Roddy Hughes – Mr. Fezziwig, Scrooges första chef
- Patrick Macnee – Jacob Marley som ung
- Brian Worth – Fred, systerson
- Olga Edwardes – Freds hustru